# Активација ооците
Активација ооцита (или јајне ћелије/јајета) је низ процеса који се дешавају у ооцитима током оплодње. Улазак сперме изазива ослобађање калцијума у ооциту. Код сисара, ово је узроковано увођењем фосфолипазе Ц изоформе зета из цитоплазме сперматозоида. Активација јајне ћелије укључује следеће догађаје:
- Кортикална реакција за блокирање против других сперматозоида
- Активација метаболизма јаја
- Реактивација мејозе
- синтеза ДНК

## Сперматозоид окидач активације јајне ћелије
Сперматозоид може покренути активацију јајета путем интеракције између протеина сперме и рецептора на површини јајета. Изумо је сигнал ћелије сперме, који ће покренути рецептор јајета Јуно. Овај рецептор се активира везивањем сперме и могући сигнални пут може бити активација тирозин киназе која затим активира фосфолипазу Ц (ПЛЦ). Систем сигнализације инозитола је имплициран као пут укључен у активацију јајета. ИП3 и ДАГ се производе цепањем ПИП2 фосфолипазом Ц. Међутим, друга хипотеза је да растворљиви „фактор сперме“ дифундује из сперме у цитосол јајета након фузије сперматозоида и ооцита. Резултати ове интеракције би могли да активирају пут трансдукције сигнала који користи секундарне гласнике. Нова ПЛЦ изоформа, ПЛЦζ (ПЛЦЗ1), може бити еквивалент фактору сперме сисара. Студија из 2002. показала је да сперма сисара садржи ПЛЦ зета која може покренути сигналну каскаду.